# 동부바위코끼리땃쥐
동부바위코끼리땃쥐 또는 동부바위센지(Elephantulus myurus)는 코끼리땃쥐과에 속하는 포유류의 일종이다. 보츠와나와 모잠비크, 남아프리카공화국 그리고 짐바브웨에서 발견된다. 자연서식지는 아열대 또는 열대기후 지역의 건조한 저지대 초원과 바위 지역이다.